# Leonid Voloshin
Pour les articles homonymes, voir Volochine.
Leonid Anatolievitch Volochine (en russe : Леонид Анатольевич Волошин), né le 30 mars 1966 à Krasnodar, est un athlète soviétique puis russe spécialiste du triple saut.

## Carrière sportive
En 1990, Leonid Volochine remporte la finale du concours du triple saut des Championnats d'Europe d'athlétisme de Split, en réalisant 17,74 m, devançant notamment le Bulgare Khristo Markov. L'année suivante, il se classe deuxième des Mondiaux en salle de Séville et des Championnats du monde de Tokyo en établissant en finale la meilleure performance de sa carrière avec 17,75 m. Voloshin est devancé de 3 cm par l'Américain Kenny Harrison.
Il s'impose lors des Championnats d'Europe en salle 1992 de Gênes avec un saut mesuré à 17,35 m, et se classe quelques mois plus tard quatrième des Jeux olympiques de Barcelone. En 1993, le Russe remporte lors des Championnats du monde de Stuttgart une médaille d'argent après avoir devancé en finale par l'Américain Mike Conley. Il conserve sa couronne européenne en salle en 1994 et décide de mettre un terme à sa carrière d'athlète en fin de saison.

## Records personnels
| Épreuve          | Performance         | Date     | Lieu           |
| ---------------- | ------------------- | -------- | -------------- |
| Saut en longueur | 8,46 m              | Tallinn  | 5 juillet 1988 |
| Triple saut      | 17,75 m (extérieur) | Tokyo    | 26 août 1991   |
| Triple saut      | 17,77 m (en salle)  | Grenoble | 6 février 1994 |

## Palmarès
| Année | Compétition                    | Lieu                 | Résultat | Notes            |
| ----- | ------------------------------ | -------------------- | -------- | ---------------- |
| 1988  | Jeux olympiques                | Séoul, Corée du Sud  | 8e       | Saut en longueur |
| 1990  | Championnats d'Europe          | Split, Yougoslavie   | 1er      |                  |
| 1991  | Championnats du monde en salle | Séville, Espagne     | 2e       |                  |
|       | Championnats du monde          | Tokyo, Japon         | 2e       | 17,75 m          |
| 1992  | Championnats d'Europe en salle | Gênes, Italie        | 1er      |                  |
|       | Jeux olympiques                | Barcelone, Espagne   | 4e       |                  |
| 1993  | Championnats du monde          | Stuttgart, Allemagne | 2e       |                  |
| 1994  | Championnats d'Europe en salle | Paris, France        | 1er      |                  |